# Сан Ђузепе Јато
Сан Ђузепе Јато (итал. San Giuseppe Jato) је насеље у Италији у округу Палермо, региону Сицилија.
Према процени из 2011. у насељу је живело 8245 становника. Насеље се налази на надморској висини од 499 м.

## Становништво
Према резултатима пописа становништва 2011. у општини је живело 8.511 становника.
| 1931. | 1936. | 1951. | 1961. | 1971. | 1981. | 1991. | 2001. | 2011. |
| ----- | ----- | ----- | ----- | ----- | ----- | ----- | ----- | ----- |
| 8.510 | 8.840 | 9.894 | 9.303 | 7.858 | 8.721 | 9.460 | 8.349 | 8.511 |